# (9088) Maki
(9088) Maki (1995 SX3) – planetoida z pasa głównego asteroid okrążająca Słońce w ciągu 3,26 lat w średniej odległości 2,2 au. Odkryta 20 września 1995 roku.